# Польский оборонный холдинг
Польский оборонный холдинг (Polski Holding Obronny sp. z o.o.) — польская промышленная группа, объединяющая предприятия оборонной промышленности.
Создана в 2013 году. Ранее была известна под названием Bumar. Главный офис располагается в Варшаве.

## Предприятия холдинга

### Электроника
- PCO SA — оптоэлектроника, прицелы, приборы ночного видения
- Bumar Elektronika SA — радиолокаторы

### Боеприпасы
- Bumar Amunicja SA (MESKO)
- Zakłady Chemiczne «NITRO-CHEM» SA, Быдгощ
- Bydgoskie Zakłady Elektromechaniczne «BELMA» SA, Быдгощ
- Zakłady Metalowe «DEZAMET» SA, Нова-Демба
- «GAMRAT» Zakład Produkcji Specjalnej Sp. z o.o., Ясло
- «PZL-WARSZAWA II» Wytwórnia Sprzętu Komunikacyjnego SA, Варшава
- Centrum Rozwojowo — Wdrożeniowe Telesystem-Mesko Sp. z o.o.

### Бронетехника
- «BUMAR — ŁABĘDY» Zakłady Mechaniczne SA, Гливице — бронетехника
- «OBRUM» Ośrodek Badawczo — Rozwojowy Urządzeń Mechanicznych sp. z o.o., Гливице
- Тарнувский механический завод, Тарнув — стрелковое оружие, бронетехника.
- Радомский оружейный завод, Радом — стрелковое оружие.

### Другое
- «MASKPOL» Przedsiębiorstwo Sprzętu Ochronnego SA
- CENREX Sp. z o.o., Варшава
- CENZIN sp. z o.o., Варшава
- Stomil — Познань